# بروس هاينز
بروس هاينز (بالإنجليزية: Bruce Hines)‏ هو لاعب كرة قاعدة أمريكي، ولد في 7 نوفمبر 1957.